# Pau-terra
O pau-terra (Qualea parviflora) designa plantas da família Vochysiaceae mais conhecidas pelos nomes comuns de pau-terra-grande, pau-terra-mirim, pau-terrinha, pau-terra-de-flor-miudinha, ariauá, quatá-quiçaua.